# جيمس دونيلي
جيمس دونيلي (بالإنجليزية: James Donnelly)‏ (18 ديسمبر 1899 في جمهورية أيرلندا - ) هو مدرب كرة قدم ولاعب كرة قدم أيرلندي في مركز الدفاع. لعب مع بلاكبيرن روفرز ونادي برينتفورد ونادي ساوثيند يونايتد وHŠK Građanski Zagreb ‏ وThames A.F.C. ‏ وأكرينجتون ستانلي ‏ وGüneş S.K. ‏.

## وصلات خارجية
- جيمس دونيلي على موقع قاعدة بيانات كرة القدم.إي يو (الإنجليزية)
- جيمس دونيلي على موقع أوليمبيديا (الإنجليزية)